# Marquay (Dordoña)
 Marquay  (en occitano Marcais) es una población y comuna francesa, situada en la región de Aquitania, departamento de Dordoña, en el distrito y cantón de Sarlat-la-Canéda.

## Demografía
| 800                       | 602 | 941 | 855 | 975 | 985 | 1 005 | 1 022 | 1 017 | 1 032 | 1 030 | 930 | 921 | 932 | 973 | 876 | 816 | 765 | 755 | 737 | 607 | 606 | 570 | 544 | 551 | 532 | 514 | 442 | 406 | 419 | 473 | 477 | 564 |
| (Fuente: INSEE y Cassini) |     |     |     |     |     |       |       |       |       |       |     |     |     |     |     |     |     |     |     |     |     |     |     |     |     |     |     |     |     |     |     |     |

## Historia
En el territorio de este municipio se descubrió la Venus de Laussel, una figurilla de Venus realizada en bajorrelieve sobre piedra caliza de unos 20 000 años de antigüedad.
En Marquay está Le Cap Blanc, uno de los lugares clasificado como Patrimonio de la Humanidad por la Unesco dentro del lugar «Sitios prehistóricos y grutas decoradas del valle del Vézère». 

## Lugares de interés
- Château de Puymartin, siglos XV al XVII, se puede visitar.
- Château de Laussel, siglos XV y XVI. Panorama y vista sobre el Castillo de Commarque.